# Gibberula miliaria
Gibberula miliaria là một loài ốc biển rất nhỏ, là động vật thân mềm chân bụng sống ở biển trong họ Cystiscidae.

## Miêu tả
Loài này có kích thước giữa 4,5 mm và 7,5 mm

## Phân bố
Loài này phân bố ở các vùng nước thuộc châu Âu (dọc theo Tây Ban Nha và Bồ Đào Nha), ở Địa Trung Hải (dọc theo Apulia và Hy Lạp) và ở Đại Tây Dương dọc theo quần đảo Canaria và Mauritania.